# Lago Manitoba
El lago Manitoba es un gran lago (4624 km²) de la zona central de Norteamérica, en la provincia canadiense de Manitoba, a unos 75 km al noroeste de la capital de la provincia, Winnipeg.
El lago, de forma irregular, tiene alrededor de 200 km de longitud, y es el más pequeño de un grupo de tres lagos —los otros dos son el lago Winnipeg, el mayor, y el lago Winnipegosis— restos de lo que antiguamente fue el lago Glacial Agassiz. Contiene una isla de cierto tamaño y otras tantas menores. 
Recibe a través del río Waterhen, por el noroeste, aportes del lago Winnipegosis, y drena por su noreste a través del río Dauphin hacia el lago Winnipeg. Es parte de la cuenca hidrográfica del río Nelson y de la bahía de Hudson.
El extremo sur del lago, 24 km al norte de la localidad de Portage la Prairie (Manitoba), acaba en el delta Marsh, una etapa importante para las aves migratorias.
Algunas comunidades a orillas del lago son Fairford, Steep Rock, St. Laurent, y Amaranth.

## Historia
Su nombre deriva de la palabra del idioma cree manitou-wapow, o del idioma anishinaabe manitou-bah, significando ambas «estrechos de Manitou, el Gran Espíritu», un topónimo referente a lo que hoy en día es llamado The Narrows [El estrecho] en el centro del lago. Los primeros exploradores franceses llamaron al lago "Lac des Prairies".
Históricamente las orillas del lago fueron pobladas por los Assiniboine Cree, una tribu algónquica. Fue dado a conocer a los europeos aproximadamente a mitad de la década de 1730 por Pierre Gaultier de Varennes . Él, junto a sus hijos, viajaron desde Fort La Reine  y exploraron la zona, el río Saskatchewan y sus alrededores. Se establecieron diversos fuertes tanto en Saskatchewan como el lago Cedar. También fue parte de la ruta de comercio de pieles hacia la bahía de Hudson
Durante muchos años se ha afirmado que un monstruo similar al del lago Ness vive allí. Los lugareños le han llamado Manipogo.

## Pesca
El lago es uno de los principales lugares de Manitoba para la industria pesquera del lugar.